# FASTRAC 2
FASTRAC 2 (englisch Formation Autonomy Spacecraft with Thrust, Relnav, Attitude and Crosslink, auch OSCAR 70) ist ein US-amerikanischer Technologieerprobungssatellit.
Er wurde an der University of Texas at Austin gebaut. Der Satellit wurde am 20. November 2010 UTC als Sekundärnutzlast mit einer Minotaur-Rakete vom Kodiak Launch Complex gestartet. Nach dem erfolgreichen Start erhielt der Satellit die OSCAR-Nummer 70 zugewiesen. Mission Control Center ist eine Amateurfunkstelle der Universität mit dem Rufzeichen KE5DTW.

## Mission und Nutzlast
FASTRAC 2 startete gemeinsam mit FASTRAC 1 und wurde erst am 22. März von ihm getrennt. Hauptmission ist die Erprobung von Technologien zur Steuerung von Satelliten. FASTRAC 2 hat als Experiment einen Inertialsensor an Bord sowie einen Digipeater mit zwei Uplinks im 70-Zentimeter-Band und einem Downlink im 2-Meter-Band.